# Swory
Swory – wieś w Polsce położona w województwie lubelskim, w powiecie bialskim, w gminie Biała Podlaska.
| SIMC    | Nazwa     | Rodzaj    |
| ------- | --------- | --------- |
| 1019869 | Grzybowce | część wsi |
| 1020000 | Kupczanie | część wsi |

Wieś jest sołectwem w gminie Biała Podlaska. Według Narodowego Spisu Powszechnego z roku 2011 wieś liczyła 526 mieszkańców.
Wieś magnacka położona była w końcu XVIII wieku w hrabstwie bialskim w powiecie brzeskolitewskim województwa brzeskolitewskiego. W latach 1809–1954 miejscowość była siedzibą gminy Swory. W latach 1975–1998 miejscowość administracyjnie należała do województwa bialskopodlaskiego.
Miejscowość została założona przez ród Radziwiłów. Wieś znana była już w XVI wieku, istniała tutaj cerkiew, która uległa pożarowi. Nową świątynię ufundował Mikołaj Krzysztof Radziwiłł w 1603 r. Nazwa Swory pochodzi od sfory, czyli stada psów, których używano do polowań na niedźwiedzie, które w tamtych czasach zamieszkiwały tę okolicę w obfitości. Z biegiem czasu wioska rozrastała się. Została ograbiona wraz z cerkwią greckokatolicką jesienią 1648 r., przez kozaków Chmielnickiego. Z tego okresu zachowała się wzmianka w kronice Bazylianów z Białej Podlaskiej: „Ojca Tymoteusza proboszcza sworskiego znieważyli, cerkiew splądrowali, pytając o pieniądze, małżonkę jego pobili, mordowali, skrzynie porąbali, pieniądze i szaty zabrali, a sam proboszcz schował się”. Od 1836 r. do 1840 r. wieś była własnością książąt Świetopełk-Mirskich. W 1867 r. parafia licząca 1700 wiernych za obronę organów zapłaciła kontrybucję, oprócz kary więzienia i nahajek kozackich. W 1874 r. naczelnik wojskowy chciał przymusem ochrzcić wszystkie dzieci, ale determinacja unitów doprowadziła do zmiany tych planów. Przez siedem lat parafia była okrutnie wyjątkowo prześladowana przez wojsko rosyjskie. Na początku XX połowa mieszkańców Swór wyemigrowała z wioski zakładając okoliczne wsie Pólko, Pojelce, Zabłocie.
We wsi znajdują się trzy cmentarze, obecny założony w 1905 r. najstarszy założony w 1805 r. w pobliżu starej szkoły, na którym znajdowała się cerkiew greckokatolicka świętego Eliasza. Trzeci założony w polu koło Pólka w 1818 r. Cerkiew została rozebrana w 1926 r. Z drewna świątyni dobudowano starą szkołę. Na miejscu świątyni obecnie znajduje się wielki wyżłobiony kamień. Kiedy w 1905 r. car Mikołaj II wydał dekret tolerancyjny, mieszkańcy Swór wznieśli kościół katolicki. Obiekt sakralny powstał w ciągu roku z drewna sosnowego, które ofiarował na budowę książę Mirski z Worońca. Książę Mirski sprowadził architektów do budowy nowej świątyni. Kościół wybudowano w stylu zakopiańskim.
W 1875 cerkiew w Sworach została przemianowana na świątynię prawosławną, również parafian zmuszono do zmiany wyznania. Ponieważ unici nie chcieli pogodzić się z tą decyzją, zostali poddani prześladowaniom, utrzymywania dwóch rot wojska rosyjskiego i płacenia wysokich kontrybucji.
W Sworach funkcjonuje Szkoła Podstawowa im. 1000-lecia Państwa Polskiego.